# АК Пластроник
„АК Пластроник“ АД (AQ Plastronic AD) е предприятие за производство на електронни изделия в България. Фирмата е базирана в Южната промишлена зона на Велико Търново.

## История
Създадено е с името Завод за запаметяващи устройства през 1969 година като специализиран завод на ДСО „ИЗОТ“ за производство на запаметяващи устройства, вграждани в централния процесор ЕС-2020 на изработваната в България електронна изчислителна машина марка „ЕИМ ЕС-1020“. Първоначално в предприятието са произвеждани запаметяващи устройства за ЕИМ – оперативна памет на феритни сърцевини, на интегрални схеми и постоянна памет за ЕИМ на феритни сърцевини, на карти (картно ПЗУ) и интегрални схеми. Предприятието е извършвало също ремонтни дейности на различни апаратури и производство на проводници и други среди за различни съоръжения.
В края на 1970-те години се извършва преструктуриране на производството. В предприятието се проектират и аналогови и цифрови схеми. Преименувано е на „Системи за телеобработка и мрежи“ (СТМ) през 1983 г. В средата на 1980-те години поради изграждането на нови телекомуникационни станции и увеличаването на потребителите започва и ново производство на разни комуникационни апарати. Изработват се и различни преносни кабели и други принадлежности за подобна среда.
През 1997 г. дружеството е приватизирано чрез масовата приватизация. През 2005 г. е преименувано на „Карат Електроникс“ АД. От 2000 г. до средата на 2014 г. негов мажоритарен собственик е „Златен лев холдинг“ АД, София. От началото на юли 2014 г. предприятието се управлява от AQ Group от гр. Вестерос, Швеция, а компанията е с новото име „АК Пластроник“ АД.

## Продукти
Понастоящем предприятието продължава да функционира макар и в намален капацитет. Работещи специалисти и инженери работят върху проекти за създаване и подобряване на различни електронни и електромеханични устройства, включително касови апарати и електромери.